# NGC 4422
NGC 4422 је елиптична галаксија у сазвежђу Девица која се налази на NGC листи објеката дубоког неба.
Деклинација објекта је - 5° 49' 49" а ректасцензија 12h 27m 12,0s. Привидна величина (магнитуда) објекта NGC 4422 износи 13,8 а фотографска магнитуда 14,8. NGC 4422 је још познат и под ознакама MCG -1-32-10, NPM1G -05.0447, PGC 40813.